# موزر سی۹۶

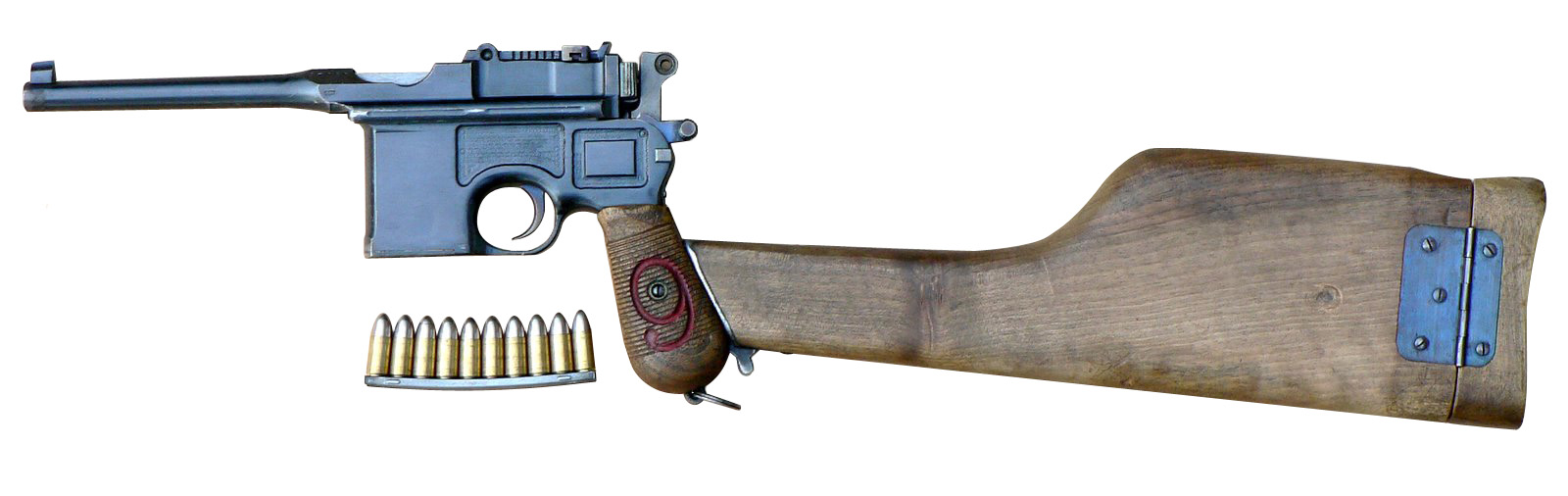
موزر سی۹۶

موزر سی۹۶ پیستول نیمه‌خودکاری است که ابتدا در کشور آلمان بین سال‌های ۱۸۹۶ و ۱۹۳۷ تولید شد.